# Spartaeus
Spartaeus (лат.) — род пауков из семейства пауков-скакунов. Более 10 видов. Род был переименован из Boethus в 1984 году в связи с тем, что старое название оказалось преоккупированным.

## Описание
Мелкие пауки-скакуны, длина тела от 4 до 8 мм. От близких родов отличаются строением гениталий и многочисленными шипиками на голенях первой пары ног. Хелицеры с пятью или шестью промаргинальными зубцами.

## Распространение
Южная и юго-восточная Азия.

## Классификация
Выделяют более 10 видов.
- Spartaeus abramovi Logunov & Azarkina, 2008 — Вьетнам
- Spartaeus banthamus Logunov & Azarkina, 2008 — Лаос
- Spartaeus ellipticus Bao & Peng, 2002 — Тайвань
- Spartaeus emeishan Zhu, Yang & Zhang 2007 — Китай
- Spartaeus jaegeri Logunov & Azarkina, 2008 — Лаос
- Spartaeus jianfengensis Song & Chai, 1991 — Китай
- Spartaeus noctivagus Logunov & Azarkina, 2008 — Лаос
- Spartaeus platnicki Song, Chen & Gong, 1991 — Китай
- Spartaeus spinimanus (Thorell, 1878) — Шри-Ланка и далее до Борнеоtypus
- Spartaeus thailandicus Wanless, 1984 — Китай, Таиланд
- Spartaeus uplandicus Barrion & Litsinger, 1995 — Филиппины
- Spartaeus wildtrackii Wanless, 1987 — Малайзия
- Spartaeus zhangi Peng & Li, 2002 — Китай